# Штенц, Маркус
Маркус Штенц (нем. Markus Stenz; род. 28 февраля 1965, Бад-Нойенар-Арвайлер) — немецкий дирижёр.

## Биография
Окончил Кёльнскую Высшую школу музыки у Фолькера Вангенхайма, затем занимался в мастер-классах у Леонарда Бернстайна и Сэйдзи Одзавы. В 1994—1998 гг. возглавлял камерный оркестр «Лондонская симфониетта», в 1998—2004 гг. — Мельбурнский симфонический оркестр. В 2003 г. занял пост кёльнского генеральмузикдиректора, руководя Кёльнской оперой и Гюрцених-оркестром. В дополнение к этому с 2009 г. Штенц занимает пост главного приглашённого дирижёра оркестра Халле — став вторым удостоенным этой чести музыкантом за 150-летнюю историю оркестра, — а с 2012 г. возглавляет ещё и Филармонический оркестр Нидерландского радио.
Штенц является признанным специалистом по новейшей академической музыке и известен, в частности, постоянным сотрудничеством с композитором Хансом Вернером Хенце, премьерами многих опер которого он дирижировал. Среди его записей также произведения Рихарда Штрауса, Густава Малера, Хельмута Лахенмана.